# Lagorai
Lagorai este o arie protejată (arie de protecție specială avifaunistică — SPA) din Italia întinsă pe o suprafață de 46.191 ha, integral pe uscat.

## Localizare
Centrul sitului Lagorai este situat la coordonatele 46°07′58″N 11°38′35″E / 46.13282°N 11.642945°E.

## Înființare
Situl Lagorai a fost declarat arie de protecție specială avifaunistică în februarie 2007 pentru a proteja 1 specie de plante și 72 de specii de animale.

## Biodiversitate
Situată în ecoregiunea alpină, aria protejată conține 35 de habitate naturale: Râuri de munte și vegetația erbacee de pe malurile acestora, Grohotișuri silicioase de la nivelul montan până la nivelul zăpezii (Androsacetalia alpinae și Galeopsietalia ladani), Păduri alpine de Larix decidua și/sau Pinus cembra, Pante stâncoase silicioase cu vegetație casmofită, Păduri ilirice de Fagus sylvatica (Aremonio-Fagion), Păduri pe pante, grohotișuri și ravene de Tilio-Acerion, Depresiuni pe substraturi de turbă de Rhynchosporion, Păduri de fag Luzulo-Fagetum, Pante stâncoase calcaroase cu vegetație casmofită, Formațiuni pioniere alpine de Caricion bicoloris-atrofuscae, Grohotișuri calcaroase și de șisturi calcaroase de la nivelul montan până la nivelul alpin (Thlaspietea rotundifolii), Lacuri și iazuri distrofice naturale, Formațiuni ierboase bogate în specii de Nardus, dezvoltate pe substraturi silicioase în zone montane (și în zone submontane, în Europa continentală), Mlaștini împădurite, Păduri acidofile de Picea de la nivel montan la nivel alpin (Vaccinio-Piceetea), Ghețari permanenți, Fânețe de joasă altitudine (Alopecurus pratensis, Sanguisorba officinalis), Pajiști uscate seminaturale și facies de acoperire cu tufișuri pe substraturi calcaroase (Festuco-Brometalia) (* situri importante pentru orhidee), Pajiști cu Molinia pe soluri calcaroase, turboase sau argilos-nămoloase (Molinion caeruleae), Lespezi calcaroase, Păduri aluvionare cu Alnus glutinosa și Fraxinus excelsior (Alno-Padion, Alnion incanae, Salicion albae), Mlaștini alcaline, Fânețe montane, Turbării active, Mlaștini turboase de tranziție și turbării mișcătoare, Pajiști uscate seminaturale și facies de acoperire cu tufișuri pe substraturi calcaroase (Festuco-Brometalia) (* situri importante pentru orhidee), Tufărișuri cu Pinus mugo și Rhododendron hirsutum (Mugo-Rhododendretum hirsuti), Pajiști alpine și boreale, Pajiști boreale și alpine pe substrat silicios, Păduri de fag Asperulo-Fagetum, Roci stâncoase cu vegetație pionieră de Sedo-Scleranthion sau Sedo albi-Veronicion dillenii, Râuri de munte și vegetația lor lemnoasă cu Salix elaeagnos, Liziere de ierburi înalte hidrofile de câmpie și de nivel montan până la alpin, Ape stătătoare oligotrofe până la mezotrofe, cu vegetație de Littorelletea uniflorae și/sau de Isoëto-Nanojuncetea, Pajiști alpine și subalpine calcaroase.
La baza desemnării sitului se află mai multe specii protejate:
- plante (1): papucul doamnei (Cypripedium calceolus)
- păsări (67): inărița (Acanthis flammea), uliu porumbar (Accipiter gentilis), uliu păsărar (Accipiter nisus), pițigoi codat (Aegithalos caudatus), minunița (Aegolius funereus), ciocârlie-de-câmp (Alauda arvensis), potârnichea de stâncă (Alectoris graeca saxatilis), fâsă de luncă (Anthus pratensis), fâsă de pădure (Anthus spinoletta), fâsă de pădure (Anthus trivialis), acvilă de munte (Aquila chrysaetos), cocoșul de mesteacăn (Bonasa bonasia), buha (Bubo bubo), șorecarul comun (Buteo buteo), mierla de apă (Cinclus cinclus), botgros (Coccothraustes coccothraustes), cristeiul de câmp (Crex crex), pițigoi albastru (Cyanistes caeruleus), lăstun de casă (Delichon urbicum), ciocănitoare neagră (Dryocopus martius), presură de munte (Emberiza cia), presură galbenă (Emberiza citrinella), presură de grădină (Emberiza hortulana), măcăleandru (Erithacus rubecula), șoim călător (Falco peregrinus), vânturel roșu (Falco tinnunculus), muscar negru (Ficedula hypoleuca), cinteză (Fringilla coelebs), Fringilla montifringilla, ciuvică (Glaucidium passerinum), frunzăriță galbenă (Hippolais icterina), rândunică (Hirundo rustica), capîntortură (Jynx torquilla), Lagopus muta helvetica, sfrâncioc roșiatic (Lanius collurio), câneparul (Linaria cannabina), Lyrurus tetrix tetrix, cinghiță alpină (Montifringilla nivalis), muscar sur (Muscicapa striata), alunar (Nucifraga caryocatactes), pietrar sur (Oenanthe oenanthe), pițigoi mare (Parus major), pițigoi de brădet (Periparus ater), viespar (Pernis apivorus), codroș de munte (Phoenicurus ochruros), codroșul de pădure (Phoenicurus phoenicurus), pitulice de munte (Phylloscopus collybita), pitulice sfârâitoare (Phylloscopus sibilatrix), pitulice-fluierătoare (Phylloscopus trochilus), ciocănitoare de munte (Picoides tridactylus), ciocănitoare verzuie (Picus canus), brumăriță de pădure (Prunella modularis), aușel cu cap galben (Regulus regulus), mărăcinar (Saxicola rubetra), cănăraș (Serinus serinus), scatiu (Spinus spinus), silvie cu cap negru (Sylvia atricapilla), silvie de zăvoi (Sylvia borin), silvie-mică (Sylvia curruca),  cocoș de munte (Tetrao urogallus), fluturașul de stâncă (Tichodroma muraria), pănțărușul (Troglodytes troglodytes), sturzul viilor (Turdus iliacus), mierlă (Turdus merula), sturz-cântător (Turdus philomelos), sturz (Turdus pilaris), sturzul de vâsc (Turdus viscivorus)
- mamifere (2): liliac cârn (Barbastella barbastellus), liliac comun (Myotis myotis)
- nevertebrate (2): Austropotamobius pallipes, fluturele auriu (Euphydryas aurinia)
- pești (1): zglăvoacă (Cottus gobio)

Pe lângă speciile protejate, pe teritoriul sitului au mai fost identificate 138 de specii de plante, 1 specie de păsări, 5 specii de amfibieni, 31 de specii de mamifere, 6 specii de nevertebrate, 3 specii de pești, 8 specii de reptile.